# Schnellkampfgeschwader 210
A Schnellkampfgeschwader 210 foi uma unidade da Luftwaffe de ataque ao solo que atuou durante a Segunda Guerra Mundial.

## Geschwaderkommodoren
| Comandante         | Data                                         |
| ------------------ | -------------------------------------------- |
| Major Walter Storp | 24 de Abril de 1941 - 30 de Setembro de 1941 |
| Major Arved Crüger | 30 de Setembro de 1941 - Janeiro de 1942     |

## Stab
Foi formado no dia 24 de Abril de 1941 em Merville. No dia 4 de Janeiro de 1942 foi redesignado Stab/ZG 1.

## Gruppenkommandeure
- Hauptmann Karl-Heinz Stricker, 24 de Abril de 1941 - 13 de Setembro de 1941
- Major Ulrich Diesing, 15 de Setembro de 1941 - Janeiro de 1942

Foi formado no dia 24 de Abril de 1941 em Abbeville a partir do Erprobungsgruppe 210 com:
- Stab I./SKG210 a partir do Stab/Erprobungsgruppe 210
- 1./SKG210 a partir do 1./Erprobungsgruppe 210
- 2./SKG210 a partir do 2./Erprobungsgruppe 210
- 3./SKG210 a partir do 3./Erprobungsgruppe 210

No dia 4 de Janeiro de 1942 foi redesignado I./ZG 1:
- Stab I./SKG210 se tornou Stab I./ZG1
- 1./SKG210 se tornou 1./ZG1
- 2./SKG210 se tornou 2./ZG1
- 3./SKG210 se tornou 3./ZG1

- Hptm Rolf Kaldrack, Abril de 1941 - Janeiro de 1942[1]

Foi formado no dia 24 de Abril de 1941 em Stavanger-Sola a partir do III./ZG 76 com:
- Stab II./SKG210 a partir do Stab III./ZG76
- 4./SKG210 a partir do 7./ZG76
- 5./SKG210 a partir do 8./ZG76
- 6./SKG210 a partir do 9./ZG76

No dia 4 de Janeiro de 1942 foi redesignado II./ZG1:
- Stab II./SKG210 se tornou Stab II./ZG1
- 4./SKG210 se tornou 4./ZG1
- 5./SKG210 se tornou 5./ZG1
- 6./SKG210 se tornou 6./ZG1

## Ergänzungsstaffel

### Staffelkapitäne
- Olt Franz Jilg, 27 de Junho de 1941 - 4 de Janeiro de 1942

Foi formado em Merville no mês de Abril de 1941. no dia 4 de Janeiro de 1942 foi redesignado Ergänzungsstaffel/ZG1.